# Хат (міфологія)
Хат — в релігії стародавніх єгиптян — позначення фізичного тіла людини, одна з п'яти складових частин, що формують людську сутність. Виступав у тріаді з ка і Ху.
Хат персоніфікувався як самка шуліки, яка була однією з іпостасей богині Ісіди.